# Arp 139
Arp 139 ist ein interagierendes Galaxienpaar im Sternbild Haar der Berenike, die etwa 513 Millionen Lichtjahre von der Milchstraße entfernt ist. Halton Arp gliederte seinen Katalog ungewöhnlicher Galaxien nach rein morphologischen Kriterien in Gruppen. Diese Galaxie gehört zu der Klasse Elliptischer Galaxien mit ausströmenden Material.